# Wybuch gazu w Petlawad
Wybuch gazu w Petlawad – który miał miejsce 12 września 2015 roku około 8:30 lokalnego czasu w Petlawad w stanie Madhya Pradesh w środkowych Indiach. W wyniku eksplozji zginęły co najmniej 104 osoby, a ok. 150 zostało rannych.
Do dwóch eksplozji butli gazowej z materiałami wybuchowymi doszło w restauracji znajdującej się przy dworcu autobusowym, w wyniku czego zniszczeniu uległ budynek, a uszkodzeniom lokale w pobliżu restauracji. W katastrofie zginęły co najmniej 104 osoby, głównie pracownicy biurowi i uczniowie, a ok. 150 osób odniosło obrażenia.